# Vadim Malakhatko
Vadim Malakhatko, en ukrainien : Вадим Володимирович Малахатько, est un joueur d'échecs ukrainien puis belge né le 22 mars 1977 à Kiev et mort le 5 juin 2023. Grand maître international depuis 1999, il a remporté le Championnat du monde d'échecs par équipe avec l'Ukraine en 2001 et la médaille de bronze par équipe lors de l'olympiade d'échecs de 2000. Il est affilié à la fédération belge d'échecs depuis 2007 et a épousé la joueuse ukrainienne Anna Zozulia (maître international).
Au 1er février 2016, Malkhatko est le numéro quatre belge avec un classement Elo de 2 525.

## Tournois individuels
Malakhatko a remporté
- le tournoi de Kiev 2001,
- la Politiken Cup en 2006 à Copenhague,
- le tournoi de Hastings en 2007-2008.

Il fut deuxième du tournoi d'Alouchta en 1999.
Vadim Malakhatko meurt le 5 juin 2023 d'une crise cardiaque à l'âge de 46 ans.